# Cabinet fantôme Kinnock
Foot Smith
Neil Kinnock est chef du Parti travailliste et chef de l'opposition officielle britannique du 2 octobre 1983 au 18 juillet 1992. Il défait de manière convaincante Roy Hattersley, Eric Heffer et Peter Shore lors de l'élection à la direction du parti de 1983, qui est motivée par la démission de Michael Foot après le résultat désastreux des élections générales plus tôt cette année-là.
La période Kinnock en tant que chef de l'opposition englobe la majeure partie des années (en) de mandat de la Première ministre Margaret Thatcher et les deux premières années (en) de mandat de John Major. Kinnock démissionne de la direction du parti en 1992 après avoir perdu sa seconde élection générale en tant que chef.

## Cabinet fantôme
| Fonction                                                                                           | Titulaire                  | Mandat    |
| -------------------------------------------------------------------------------------------------- | -------------------------- | --------- |
| Chef de l'opposition officielle Leader du Parti travailliste                                       | Neil Kinnock               | 1983–1992 |
| Chef adjoint de l'opposition officielle Leader adjoint du Parti travailliste                       | Roy Hattersley             | 1983–1992 |
| Chancelier de l'Échiquier du cabinet fantôme                                                       | Roy Hattersley             | 1983–1987 |
| Chancelier de l'Échiquier du cabinet fantôme                                                       | John Smith                 | 1987–1992 |
| Secrétaire d'État des Affaires étrangères et du Commonwealth du cabinet fantôme                    | Denis Healey               | 1983–1987 |
| Secrétaire d'État des Affaires étrangères et du Commonwealth du cabinet fantôme                    | Gerald Kaufman             | 1987–1992 |
| Secrétaire d'État à l'Intérieur du cabinet fantôme                                                 | Gerald Kaufman             | 1983–1987 |
| Secrétaire d'État à l'Intérieur du cabinet fantôme                                                 | Roy Hattersley             | 1987–1992 |
| Secrétaire d'État à la Défense du cabinet fantôme                                                  | John Silkin                | 1983–1984 |
| Secrétaire d'État à la Défense du cabinet fantôme                                                  | Denzil Davies              | 1984–1988 |
| Secrétaire d'État à la Défense du cabinet fantôme                                                  | Martin O'Neill             | 1988–1992 |
| Secrétaire d'État pour l'Industrie du cabinet fantôme                                              | Peter Shore                | 1983–1984 |
| Secrétaire d'État pour l'Industrie du cabinet fantôme                                              | John Smith                 | 1984–1987 |
| Secrétaire d'État pour l'Industrie du cabinet fantôme                                              | Bryan Gould                | 1987–1989 |
| Secrétaire d'État pour l'Industrie du cabinet fantôme                                              | Gordon Brown               | 1989–1992 |
| Leader fantôme de la Chambre des communes                                                          | Peter Shore                | 1983–1987 |
| Leader fantôme de la Chambre des communes                                                          | Frank Dobson               | 1987–1989 |
| Leader fantôme de la Chambre des communes                                                          | Jack Cunningham            | 1989–1992 |
| Secrétaire d'État à l'Environnement du cabinet fantôme                                             | Jack Cunningham            | 1983–1989 |
| Secrétaire d'État à l'Environnement du cabinet fantôme                                             | Bryan Gould                | 1989–1992 |
| Secrétaire d'État au logement et à la construction du cabinet fantôme                              | Eric Heffer                | 1983–1984 |
| Secrétaires d'État pour la sécurité sociale du cabinet fantôme                                     | Michael Meacher            | 1989–1992 |
| Secrétaire d'État à la santé et aux services sociaux du cabinet fantôme                            | Michael Meacher            | 1983–1987 |
| Secrétaire d'État à la santé et aux services sociaux du cabinet fantôme                            | Robin Cook                 | 1987–1989 |
| Secrétaire d'État à la Santé du cabinet fantôme                                                    | Robin Cook                 | 1989–1992 |
| Secrétaires d'État de l'Éducation et de la Science du cabinet fantôme                              | Giles Radice               | 1983–1987 |
| Secrétaires d'État de l'Éducation et de la Science du cabinet fantôme                              | Jack Straw                 | 1987–1992 |
| Secrétaire d'État à l'emploi du cabinet fantôme                                                    | John Smith                 | 1983–1984 |
| Secrétaire d'État à l'emploi du cabinet fantôme                                                    | John Prescott              | 1984–1987 |
| Secrétaire d'État à l'emploi du cabinet fantôme                                                    | Michael Meacher            | 1987–1989 |
| Secrétaire d'État à l'emploi du cabinet fantôme                                                    | Tony Blair                 | 1989–1992 |
| Secrétaire d'État aux Transports du cabinet fantôme                                                | John Prescott              | 1983–1984 |
| Secrétaire d'État aux Transports du cabinet fantôme                                                | John Prescott              | 1988–1992 |
| Secrétaire d'État aux Transports du cabinet fantôme                                                | Gwyneth Dunwoody           | 1984–1985 |
| Secrétaire d'État aux Transports du cabinet fantôme                                                | Robert Hughes              | 1985–1988 |
| Secrétaire d'État à l'Énergie du cabinet fantôme                                                   | Stanley Orme               | 1983–1987 |
| Secrétaire d'État à l'Énergie du cabinet fantôme                                                   | John Prescott              | 1987–1988 |
| Secrétaire d'État à l'Énergie du cabinet fantôme                                                   | Tony Blair                 | 1988–1989 |
| Secrétaire d'État à l'Énergie du cabinet fantôme                                                   | Frank Dobson               | 1989–1992 |
| Ministre de l'Agriculture, de la Pêche et de l'Alimentation du cabinet fantôme                     | Robert Hughes              | 1983–1984 |
| Ministre de l'Agriculture, de la Pêche et de l'Alimentation du cabinet fantôme                     | Brynmor John               | 1984–1987 |
| Ministre de l'Agriculture, de la Pêche et de l'Alimentation du cabinet fantôme                     | David Clark                | 1987–1989 |
| Secrétaire d'État pour l'Irlande du Nord du cabinet fantôme                                        | Peter Archer               | 1983–1987 |
| Secrétaire d'État pour l'Irlande du Nord du cabinet fantôme                                        | Kevin McNamara             | 1987–1992 |
| Secrétaire d'État pour l'Écosse du cabinet fantôme                                                 | Donald Dewar               | 1983–1992 |
| Secrétaire d'État pour le Pays de Galles du cabinet fantôme                                        | Barry Jones                | 1983–1987 |
| Secrétaire d'État pour le Pays de Galles du cabinet fantôme                                        | Barry Jones                | 1989–1992 |
| Secrétaire d'État pour le Pays de Galles du cabinet fantôme                                        | Alan Williams              | 1987–1989 |
| Ministre pour l'Europe du cabinet fantôme                                                          | Robin Cook                 | 1983–1984 |
| Ministre responsable de la condition féminine du cabinet fantôme                                   | Josephine Richardson       | 1983–1992 |
| Procureur général du cabinet fantôme Principal Porte-parole de l'ombre sur les affaires juridiques | John Morris                | 1983–1992 |
| Lord Chancelier du cabinet fantôme                                                                 | Elwyn Jones                | 1983–1989 |
| Lord Chancelier du cabinet fantôme                                                                 | Victor Mishcon             | 1989–1992 |
| Leader de l'Opposition à la Chambre des lords                                                      | Cledwyn Hughes             | 1983–1992 |
| Whip en chef de la chambre des communes du cabinet fantôme                                         | Michael Cocks              | 1983–1985 |
| Whip en chef de la chambre des communes du cabinet fantôme                                         | Derek Foster               | 1985–1992 |
| Whip en chef de la chambre des lords du cabinet fantôme                                            | Lord Ponsonby de Shulbrede | 1989–1990 |
| Whip en chef de la chambre des lords du cabinet fantôme                                            | Thomas Edward Graham       | 1990–1992 |

## Cabinet fantôme initiale
Kinnock a annoncé son premier cabinet fantôme le 31 octobre 1983.
- Neil Kinnock – Leader de la très loyale opposition de Sa Majesté et Leader du Parti travailliste
- Roy Hattersley – Leader adjoint du Parti travailliste et Chancelier de l'Échiquier du cabinet fantôme
- Denis Healey – Secrétaire d'État des Affaires étrangères et du Commonwealth du cabinet fantôme
- Gerald Kaufman – Secrétaire d'État à l'Intérieur du cabinet fantôme
- John Silkin – Secrétaire d'État à la Défense du cabinet fantôme
- Peter Shore – Secrétaire d'État pour l'Industrie du cabinet fantôme et Leader fantôme de la Chambre des communes
- Eric Heffer – Secrétaire d'État au logement et à la construction du cabinet fantôme et Président du Comité exécutif
- Michael Meacher – Secrétaire d'État à la santé et aux services sociaux du cabinet fantôme
- Giles Radice – Secrétaires d'État de l'Éducation et de la Science du cabinet fantôme
- John Prescott – Secrétaire d'État aux Transports du cabinet fantôme
- John Smith – Secrétaire d'État à l'emploi du cabinet fantôme
- Stanley Orme – Secrétaire d'État au Commerce du cabinet fantôme
- Bob Hughes – Ministre de l'Agriculture, de la Pêche et de l'Alimentation du cabinet fantôme[2]
- Jack Cunningham – Secrétaire d'État à l'Environnement du cabinet fantôme
- Donald Dewar – Secrétaire d'État pour l'Écosse du cabinet fantôme
- Barry Jones – Secrétaire d'État pour le Pays de Galles du cabinet fantôme
- Peter Archer – Secrétaire d'État pour l'Irlande du Nord du cabinet fantôme
- Robin Cook – Ministre pour l'Europe du cabinet fantôme
- Josephine Richardson – Ministre responsable de la condition féminine du cabinet fantôme
- John Morris – Procureur général du cabinet fantôme et Principal Porte-parole de l'ombre sur les affaires juridiques
- Lord Elwyn-Jones – Lord Chancelier du cabinet fantôme
- Lord Cledwyn de Penrhos – Leader de l'Opposition à la Chambre des lords
- Michael Cocks – Whip en chef de la chambre des communes du cabinet fantôme
- Lord Ponsonby de Shulbrede – Whip en chef de la chambre des lords du cabinet fantôme

## Remaniement de 1984
Le 26 octobre 1984, Kinnock a remanié son équipe à la suite des élections de 1984 au cabinet fantôme. Peter Shore est resté Leader fantôme de la Chambre des communes, mais le Commerce et l'Industrie a été transféré à John Smith, qui a été remplacé en tant que Secrétaire d'État à l'emploi par John Prescott. Gwyneth Dunwoody a pris la relève en tant que secrétaire aux transports de l'ombre, après avoir siégé auparavant dans le cabinet fantôme sans portefeuille. Denzil Davies a remplacé Silkin alors que le secrétaire à la Défense de l'ombre, Eric Heffer, a été retiré du cabinet fantôme, car, semble-t-il, son portefeuille l'était également. Brynmor John a remplacé Hughes comme ministre de l'Agriculture de l'ombre.
- Neil Kinnock – Leader de la très loyale opposition de Sa Majesté et Leader du Parti travailliste
- Roy Hattersley – Leader adjoint du Parti travailliste et Chancelier de l'Échiquier du cabinet fantôme
- Denis Healey – Secrétaire d'État des Affaires étrangères et du Commonwealth du cabinet fantôme
- Gerald Kaufman – Secrétaire d'État à l'Intérieur du cabinet fantôme
- Denzil Davies – Secrétaire d'État à la Défense du cabinet fantôme
- John Smith – Secrétaire d'État pour l'Industrie du cabinet fantôme
- Peter Shore – Leader fantôme de la Chambre des communes
- Michael Meacher – Secrétaire d'État à la santé et aux services sociaux du cabinet fantôme
- Giles Radice – Secrétaires d'État de l'Éducation et de la Science du cabinet fantôme
- Gwyneth Dunwoody – Secrétaire d'État aux Transports du cabinet fantôme
- John Prescott – Secrétaire d'État à l'emploi du cabinet fantôme
- Stanley Orme – Secrétaire d'État à l'Énergie du cabinet fantôme
- Brynmor John – Ministre de l'Agriculture, de la Pêche et de l'Alimentation du cabinet fantôme[4]
- Jack Cunningham – Secrétaire d'État à l'Environnement du cabinet fantôme
- Donald Dewar – Secrétaire d'État pour l'Écosse du cabinet fantôme
- Barry Jones – Secrétaire d'État pour le Pays de Galles du cabinet fantôme
- Peter Archer – Secrétaire d'État pour l'Irlande du Nord du cabinet fantôme
- Robin Cook – Ministre pour l'Europe du cabinet fantôme et coordonnateur de la campagne
- Josephine Richardson – Ministre responsable de la condition féminine du cabinet fantôme
- John Morris – Procureur général du cabinet fantôme et Principal Porte-parole de l'ombre sur les affaires juridiques
- Lord Elwyn-Jones – Lord Chancelier du cabinet fantôme
- Lord Cledwyn of Penrhos – Leader de l'Opposition à la Chambre des lords
- Michael Cocks – Whip en chef de la chambre des communes du cabinet fantôme
- Lord Ponsonby of Shulbrede – Whip en chef de la chambre des lords du cabinet fantôme

### Changements
- En entrant dans la session du Parlement de 1985/86, Michael Cocks a démissionné de son poste de whip en chef et Derek Foster, qui avait été secrétaire privé parlementaire de Kinnock, a vaincu le favori Norman Hogg, par un vote au deuxième tour de l'élection qui en a résulté parmi les membres des Communes du Parti travailliste parlementaire[5].
- Gwyneth Dunwoody a perdu aux élections du élections du cabinet fantôme de 1985 et a été remplacé par Robert Hughes au poste de secrétaire des transports fantômes[6].
- Aux élections du élections du cabinet fantôme de 1986, Bryan Gould et David Clark ont rejoint le cabinet fantôme[7].

## Remaniement de 1987
Kinnock a remanié son cabinet fantôme le 13 juillet 1987 à la suite de la défaite des élections générales. Denis Healey a pris sa retraite  et a été remplacé en tant que secrétaire aux Affaires étrangères du cabinet fantôme par Kaufman, qui a été à son tour remplacé par Hattersley en tant que secrétaire de l'Intérieur de l'ombre. John Smith a remplacé ce dernier chancelier de l'ombre. Bryan Gould a remplacé Smith en tant que secrétaire au commerce et à l'industrie de l'ombre, Alan Williams a remplacé Barry Jones en tant que secrétaire gallois de l'ombre et Kevin McNamara a remplacé Archer au poste de Secrétaire d'État pour l'Irlande du Nord du cabinet fantôme. Robin Cook a remplacé Meacher au poste de secrétaire à la santé fantôme, et Meacher a repris l'emploi de Prescott, qui à son tour a pris le portefeuille de l'énergie, avec Orme quittant le cabinet fantôme. Shore (leader fantôme de la Chambre), Radice (secrétaire fantôme à l'éducation) et Brynmor John (ministre fantôme de l'Agriculture) ont également quitté le banc, remplacés respectivement par Frank Dobson, Jack Straw et David Clark. Gordon Brown a été nommé Secrétaire en chef du Trésor du cabinet fantôme.
- Neil Kinnock – Leader de la très loyale opposition de Sa Majesté et Leader du Parti travailliste
- Roy Hattersley – Leader adjoint du Parti travailliste et Secrétaire d'État à l'Intérieur du cabinet fantôme
- Gerald Kaufman – Secrétaire d'État des Affaires étrangères et du Commonwealth du cabinet fantôme
- John Smith – Chancelier de l'Échiquier du cabinet fantôme
- Denzil Davies – Secrétaire d'État à la Défense du cabinet fantôme
- Bryan Gould – Secrétaire d'État pour l'Industrie du cabinet fantôme
- Frank Dobson – Leader fantôme de la Chambre des communes et coordonnateur de la campagne
- Robin Cook – Secrétaire d'État à la santé et aux services sociaux du cabinet fantôme
- Michael Meacher – Secrétaire d'État à l'emploi du cabinet fantôme
- Jack Straw – Secrétaires d'État de l'Éducation et de la Science du cabinet fantôme
- Robert Hughes – Secrétaire d'État aux Transports du cabinet fantôme
- John Prescott – Secrétaire d'État à l'Énergie du cabinet fantôme
- David Clark – Ministre de l'Agriculture, de la Pêche et de l'Alimentation du cabinet fantôme
- Jack Cunningham – Secrétaire d'État à l'Environnement du cabinet fantôme
- Gordon Brown – Secrétaire en chef du Trésor du cabinet fantôme
- Donald Dewar – Secrétaire d'État pour l'Écosse du cabinet fantôme
- Alan Williams – Secrétaire d'État pour le Pays de Galles du cabinet fantôme
- Kevin McNamara – Secrétaire d'État pour l'Irlande du Nord du cabinet fantôme
- Josephine Richardson – Ministre responsable de la condition féminine du cabinet fantôme
- John Morris –  Procureur général du cabinet fantôme et Principal Porte-parole de l'ombre sur les affaires juridiques
- Lord Elwyn-Jones – Lord Chancelier du cabinet fantôme
- Lord Cledwyn of Penrhos – Leader de l'Opposition à la Chambre des lords
- Derek Foster – Whip en chef de la chambre des communes du cabinet fantôme
- Lord Ponsonby of Shulbrede – Whip en chef de la chambre des lords du cabinet fantôme

### Changements
- Le 14 juin 1988, Martin O'Neill a remplacé Denzil Davies au poste de secrétaire de la Défense fantôme après que ce dernier ait démissionné pour protester contre une consultation inadéquate sur un changement de politique de défense du parti.
- Après les élections du cabinet fantôme de 1988 à l'automne, Tony Blair a remplacé Prescott a l'Energie, et Prescott est retourné au Transport. Hughes semble avoir quitté le cabinet fantôme.

## Remaniement de 1989
Après les élections du cabinet fantôme de 1989, Kinnock a remanié le 2 novembre le cabinet fantôme. Dobson a remplacé Blair au poste de secrétaire à l'énergie de l'ombre. Rejoignant le cabinet fantôme, Tony Blair a pris le portefeuille de Meacher à l'Emploi. Le portefeuille de Robin Cook a été divisé en deux après un remaniement gouvernemental; il a conservé la santé, mais Meacher a pris la sécurité sociale. Cunningham aest devenu Leader fantôme de la Chambre des communes, remplacé a l'Environment par Gould. Brown a pris le commerce et l'industrie de ce dernier, étant lui-même remplacé par Margaret Beckett en tant que secrétaire en chef de l'ombre au Trésor. Barry Jones est revenu au portefeuille du Pays de Galles. Joan Lestor a rejoint le cabinet fantôme en tant que ministre des Enfants de l'ombre, et Ann Clwyd s'est jointe en tant que ministre fantôme du développement international et de la coopération.
- Neil Kinnock – Leader de la très loyale opposition de Sa Majesté et Leader du Parti travailliste
- Roy Hattersley – Leader adjoint du Parti travailliste et Secrétaire d'État à l'Intérieur du cabinet fantôme
- Gerald Kaufman – Secrétaire d'État des Affaires étrangères et du Commonwealth du cabinet fantôme
- John Smith – Chancelier de l'Échiquier du cabinet fantôme
- Martin O'Neill – Secrétaire d'État à la Défense du cabinet fantôme
- Gordon Brown – Secrétaire d'État pour l'Industrie du cabinet fantôme
- Frank Dobson – Secrétaire d'État à l'Énergie du cabinet fantôme
- Jack Cunningham – Leader fantôme de la Chambre des communes et coordonnateur de la campagne
- Robin Cook – Secrétaire d'État à la santé et aux services sociaux du cabinet fantôme
- Michael Meacher – Secrétaire d'État pour la sécurité sociale du cabinet fantôme
- Tony Blair – Secrétaire d'État à l'emploi du cabinet fantôme
- Jack Straw – Secrétaires d'État de l'Éducation et de la Science du cabinet fantôme
- John Prescott – Secrétaire d'État aux Transports du cabinet fantôme
- David Clark – Ministre de l'Agriculture, de la Pêche et de l'Alimentation du cabinet fantôme
- Bryan Gould – Secrétaire d'État à l'Environnement du cabinet fantôme
- Margaret Beckett – Secrétaire en chef du Trésor du cabinet fantôme
- Donald Dewar – Secrétaire d'État pour l'Écosse du cabinet fantôme
- Barry Jones – Secrétaire d'État pour le Pays de Galles du cabinet fantôme
- Kevin McNamara – Secrétaire d'État pour l'Irlande du Nord du cabinet fantôme
- Josephine Richardson – Ministre responsable de la condition féminine du cabinet fantôme
- Joan Lestor – Shadow Minister for Children
- Ann Clwyd – Ministre pour le développement international et la coopération
- John Morris – Procureur général du cabinet fantôme et Principal Porte-parole de l'ombre sur les affaires juridiques
- Lord Elwyn-Jones – Lord Chancelier du cabinet fantôme
- Lord Cledwyn de Penrhos – Leader de l'Opposition à la Chambre des lords
- Derek Foster – Whip en chef de la chambre des communes du cabinet fantôme
- Lord Ponsonby de Shulbrede – Whip en chef de la chambre des lords du cabinet fantôme

### Changements
- Lord Elwyn-Jones est décédé le 4 décembre 1989 et il a été remplacé par Lord Mishcon.
- Lord Ponsonby est décédé le 13 juin 1990; il a été remplacé par Lord Graham d'Edmonton.